# ليو فالكم
ليو فالكم (بالإنجليزية: Leo Falcam)‏ (و. 1935 – 2018 م) هو سياسي من ولايات ميكرونيسيا المتحدة ولد في بونبي.